# دیوید بیانکی
دیوید بیانکی (انگلیسی: Davide Bianchi؛ زادهٔ ۱۱ مهٔ ۱۹۹۶) بازیکن فوتبال اهل ایتالیا است.
از باشگاه‌هایی که در آن بازی کرده‌است می‌توان به باشگاه فوتبال ویچنزا ویرتوس اشاره کرد.